# Chickasaw (Ohio)
Pour les articles homonymes, voir Chicacha.
Chickasaw est un village du comté de Mercer en Ohio, aux États-Unis, dont la population était de 364 habitants lors du recensement de 2000.